# Петрикози (Паб'яницький повіт)
Петрикози (пол. Petrykozy) — село в Польщі, у гміні Паб'яниці Паб'яницького повіту Лодзинського воєводства.
Населення — 390 осіб (2011).
У 1975-1998 роках село належало до Лодзинського воєводства.

## Демографія
Демографічна структура станом на 31 березня 2011 року:
|          | Загалом | Допрацездатний вік | Працездатний вік | Постпрацездатний вік |
| -------- | ------- | ------------------ | ---------------- | -------------------- |
| Чоловіки | 186     | 32                 | 135              | 19                   |
| Жінки    | 204     | 49                 | 119              | 36                   |
| Разом    | 390     | 81                 | 254              | 55                   |